# Sárszentlőrinc
Sárszentlőrinc is een plaats (község) en gemeente in het Hongaarse comitaat Tolna. Sárszentlőrinc telt 1067 inwoners (2001).